# James A. Bellamy
James A. Bellamy (* 1925 in Kentucky; † 21. Juli 2015) war ein amerikanischer Islamwissenschaftler und Professor für Arabische Literatur an der Universität Michigan.

## Forschung
James A. Bellamy hat bedeutende Beiträge zur Textkritik des Koran geleistet. Er wurde der „Doyen“ der Emendation genannt. Er war einer der wenigen, die nach Ignaz Goldziher und Theodor Nöldeke Verbesserungen am Koran vornahmen. In einer Serie von Artikeln von 1973 bis 2002 im Journal of the American Oriental Society schlug Bellamy Emendationen zum Standardtext des Koran vor.
Bellamys Forschungsansatz ist der Revisionistischen Schule der Islamwissenschaft zuzurechnen.

## Werke (Auswahl)
- The Mysterious Letters of the Koran: Old Abbreviations of the Basmalah, in: Journal of the American Oriental Society Vol. 93 Issue 3 pp. 267–285 (Jul–Sep 1973)
- Some Proposed Emendations to the Text of the Koran, in: Journal of the American Oriental Society Vol. 113 Issue 4 pp. 562–573 (Oct–Dec 1993)
- More Proposed Emendations to the Text of the Koran, in: Journal of the American Oriental Society Vol. 116 Issue 2 pp. 196–204 (Apr–Jun 1996)
- Textual Criticism of the Koran, in: Journal of the American Oriental Society Vol. 121 Issue 1 pp. 1–6 (Jan–Mar 2001)
- A Further Note on ʿĪsā, in: Journal of the American Oriental Society Vol. 122 Issue 3 pp. 1–6 (Jul–Sep 2002)
- Textual Criticism of the Qurʼān, in: Encyclopedia of the Qur'ān, edited by McAuliffe, Jane Dammen, 2006. Vol. 5. pp. 237–252.